# Sørvágsvatn

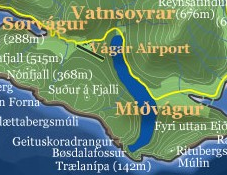
Poloha jezera na ostrově Vágar

Sørvágsvatn nebo Leitisvatn je největší jezero na Faerských ostrovech. Leží v jižní části ostrova Vágar ve výšce 32 metrů těsně nad útesem spadajícím do Atlantského oceánu. Rozloha jezera je 3,56 km². Z jezera odtéká voda potokem Bøsdalaá a vodopádem Bøsdalafossur do oceánu. Na východ od jezera jsou 146 metrů vysoké skály Trælanípa. Na jezeře jsou dobré podmínky pro chytání ryb.

## Geografie
Jezero má na ostrově dva názvy – Sørvágsvatn na západě ostrova, Leitisvatn na jeho východě. Z tohoto důvodu je mnohdy nazýváno krátce jen Vatnið, tedy jezero.
Sørvágsvatn/Leitisvatn leží v nadmořské výšce 32 metrů na jihu ostrova Vágar a rozkládá se na ploše 3,56 km² ve směru od severu na jih. Jezero je dlouhé 5,54 km a široké maximálně 800 m. 